# Body Attitudes Questionnaire
Pour les articles homonymes, voir BAQ (homonymie).
Le Body Attitudes Questionnaire (BAQ) de Ben-Tovim Walker est un questionnaire de 44 items, divisé en six sous-catégories, qui mesure l'attitude d'une femme assignée à l'égard de son propre corps. Le BAQ est utilisé dans l'évaluation des troubles de l'alimentation. Il a été conçu par D. I. Ben-Tovim, et M. K. Walker, en 1991.
Les six sous-catégories mesurées par le BAQ sont :
1. Corpulence
2. Dénigrement de soi
3. Robustesse
4. Saillance pondérale
5. Sensations d'attractivité
6. Attention portée sur la réduction de la graisse corporelle

## Versions en langue étrangère

### Version portugaise
Le BAQ a été la première échelle de mesures de l'attitude vis-à-vis du corps, à être traduite en portugais. La validité de la version portugaise a été démontrée dans un essai effectué sur une cohorte de femmes assignées brésiliennes dont la langue maternelle est le portugais. La fiabilité testée était de .57, et de .85 après un mois d'intervalle. Le test a été réalisé par Scagliusi et coll.

### Version japonaise
Le BAQ a été traduit en japonais, et testé sur 68 hommes assignés et 139 femmes assignées au Japon, et sur 68 hommes assignés japonais vivant en Australie (Kagawa et coll). Les scores ont été évalués par rapport à 72 hommes assignés australiens (en utilisant la version anglaise), ainsi que par les scores des précédentes participantes australiennes. Il y avait une différence significative entre les groupes japonais et australiens (p, 0.05). Le BAQ a été jugé adéquat pour une utilisation avec les hommes assignés japonais, et les femmes assignées japonaises.